# Enfermedades metabólicas congénitas
Las enfermedades metabólicas congénitas (también conocidas como porros innatos del metabolismo [EIM] o metabolopatías congénitas) son un grupo de trastornos genéticos poco comunes con los cuales el cuerpo no es capaz de transformar los alimentos adecuadamente. Se incluyen entre las enfermedades raras, dado que su incidencia oscila entre un afectado por cada diez mil (1:10.000) o el doble (1:20.000) para las frecuentes, o bien (1:300.000) para las raras. No obstante, existen más de 2000 trastornos raros definidos.

## Consecuencias
Si una persona no puede metabolizar alimentos para convertirlos en subproductos y energía, puede tener las siguientes consecuencias:
- Pueden originarse compuestos intermedios que acumulados resulten tóxicos (pueden afectar el desarrollo mental en niños).
- Que la persona se vea necesitada de algún nutriente esencial que no puede obtener del alimento.
- Que igualmente se vea falta de energía para un desarrollo adecuado de sus funciones.

## Diagnóstico
Se realiza basándose en la historia familiar, en los resultados de análisis y el examen físico. Es en éste sentido muy importante el análisis realizado al bebé en su primera semana de vida para la detección precoz de éstas enfermedades.

## Tratamiento
Debido a que son trastornos genéticos, el tratamiento por ahora no es fácil, sin embargo, la detección precoz es de las medidas más eficaces para controlar las manifestaciones del problema. Actualmente el tratamiento dietético es el más efectivo, bien administrando el nutriente necesario o eliminando de la dieta el que no puedan metabolizar.
- Datos: Q5832733